# Llei de Fourier
La llei de Fourier és una llei de la física sobre la conducció de la calor desenvolupada per Jean Baptiste Joseph Fourier. Estableix que la rapidesa del flux de calor per unitat d'àrea és directament proporcional al gradient negatiu de la temperatura:

{\displaystyle q_{y}=-k{\frac {dT}{dy}}}
Aquesta equació és la forma unidimensional de la "Llei de la Conducció de Calor"
Tanmateix, si s'utilitza la quantitat coneguda com la difusivitat tèrmica {\displaystyle \alpha }
aleshores el terme {\displaystyle -k} s'ailla de la següent relació: 
```

  

    

      

        
α

        
=

        

          

            
k

            

              
ρ

              

                
C

                

                  
p

                

              

            

          

        

      

    

    
{\displaystyle \alpha ={\frac {k}{\rho C_{p}}}}

  

```

Per la qual cosa al substituir en l'equació de Fourier obtenim:
{\displaystyle q_{y}=\alpha {\frac {d}{dy}}(\rho C_{p}T)}
On: 
{\displaystyle \alpha } és la Difusivitat Tèrmica
{\displaystyle \rho } és la Densitat
{\displaystyle C_{p}} és la Capacitat Calorífica a pressió constant